# Francisco Perelló
Francisco Perelló Picchi (Barcelona, España, 4 de diciembre de 1917 - id., 9 de marzo de 2003) fue un empresario y dirigente deportivo español, que presidió el Real Club Deportivo Espanyol de Barcelona entre 1993 y 1997. 

## Biografía
Francisco Perelló se crio en el seno de una familia españolista. Su padre, Francisco Perelló Miñana, fue también directivo del club blanquiazul en los años 1950 y posteriormente lo ha sido su hijo, José Luis Perelló Molné, quien ingresó en la junta directiva en 1990.
Profesionalmente, Perelló Picchi trabajó en la empresa familiar, dentro del sector textil. Su relación deportiva con el R.C.D. Español se inició jugando en su equipo de infantiles. En 1932 se dio de alta como socio del club.
El 14 de noviembre de 1950 se incorporó a la junta directiva que presidía Francisco Sáenz y en la que ya figuraba su padre, Francisco Perelló Miñana. Inicialmente, fue tesorero de la entidad y dirigió la comisión económica del club.
Durante esta etapa fue considerado uno de los hombres decisivos en la negociación para la compra de los terrenos de Sarriá, donde se levantaba el campo de juego españolista, y que eran propiedad de la familia Riva. Tras hacerse el club con los terrenos, Perelló impulsó la ampliación del estadio en el gol sur y, posteriormente, con la construcción de las gradas de general y la remodelación de la tribuna preferente.
En 1952 fue nombrado vicepresidente primero, llegando incluso a reemplazar a Sáenz algunos meses como presidente interino, por enfermedad de este. Sin embargo, en julio de 1956 abandonó la directiva alegando motivos personales, presumiblemente por las presiones de su padre, que consideraba que la labor de su hijo en el club dejaba desatendido el negocio familiar.
La segunda etapa de Perelló al frente del R.C.D. Español llegó en 1993, cuando el club vivía una de sus peores crisis deportivas y económicas, coincidiendo con su transformación en sociedad anónima deportiva. En la primera junta de accionistas de la S.A.D., celebrada el 21 de enero de 1993, la entidad se encontraba dividida entre los partidarios y opositores del hasta entonces presidente, Julio Pardo. Francisco Perelló, que por entonces tenía 75 años y una larga trayectoria periquita –tenía el carné de socio número 50- fue elegido como hombre de consenso, siendo el primer presidente del R.C.D. Español tras su conversión a Sociedad Anónima Deportiva. En esta ocasión, Perelló coincidió en el consejo con su hijo, José Luis.
Medio año después de acceder a la presidencia, Perelló recibió su primer varapalo, al descender el equipo a Segunda División, por cuarta vez en su historia. Sin embargo, un año más tarde el equipo regresó a Primera División, tras proclamarse campeón de la categoría de plata.
Deportivamente y al margen de este éxito, la campaña más brillante del club con Perelló en la presidencia fue la temporada 1995/96, en la que el equipo alcanzó las semifinales de la Copa del Rey y terminó la liga en cuarta posición, logrando clasificarse para la Copa de la UEFA, que no disputaba desde la derrota ante el Bayer Leverkusen en 1988.
Pero lo más destacado de su mandato presidencial fueron las gestiones para la recalificación y venta de los terrenos del Estadio de Sarriá, con el objetivo que la entidad pudiese liquidar su deuda millonaria. Paralelamente, bajo su mandato se iniciaron las obras de construcción de la ciudad deportiva del club en San Adrián de Besós, que se inauguró en 2001.
En febrero de 1995 el club catalaniza su nombre y pasa a llamarse Reial Club Deportiu Espanyol de Barcelona, S.A.D.. Perelló renunció a la presidencia en la junta general de accionistas celebrada al término de la temporada 1996/97, el 27 de junio de 1997. En esta misma asamblea se acordó definitivamente la venta de los terrenos de Sarriá y se votó a Daniel Sánchez Llibre como nuevo presidente. En septiembre de 1997, tres meses después de su salida del club, el Estadio de Sarriá fue derribado.
Falleció el 9 de marzo de 2003, a los 85 años de edad.